# Pista dels Prats

La Pista dels Prats, respecte del terme d'Abella de la Conca

La Pista dels Prats, o Camí de la Creueta, en els mapes cadastrals, és una pista de muntanya del terme municipal d'Abella de la Conca, a la comarca del Pallars Jussà.
Arrenca de Pla del Tro, al peu del Serrat del Roure i ran de la Bassa de Pla del Tro. En aquell indret enllaça amb el Camí de Pla del Tro, i en surt cap al nord-est, seguint la llera del barranc de la Creueta. Ressegueix el vessant meridional de la Serra de Boumort pel costat nord de les Coberterades i va a enllaçar amb el Camí de Boumort.

## Etimologia
Es tracta d'un topònim romànic modern, de caràcter descriptiu: és el camí que des de Carreu menava als Prats de Montanissell.